# Transmédialité
 (décembre 2018).
Si vous disposez d'ouvrages ou d'articles de référence ou si vous connaissez des sites web de qualité traitant du thème abordé ici, merci de compléter l'article en donnant les références utiles à sa vérifiabilité et en les liant à la section « Notes et références ».

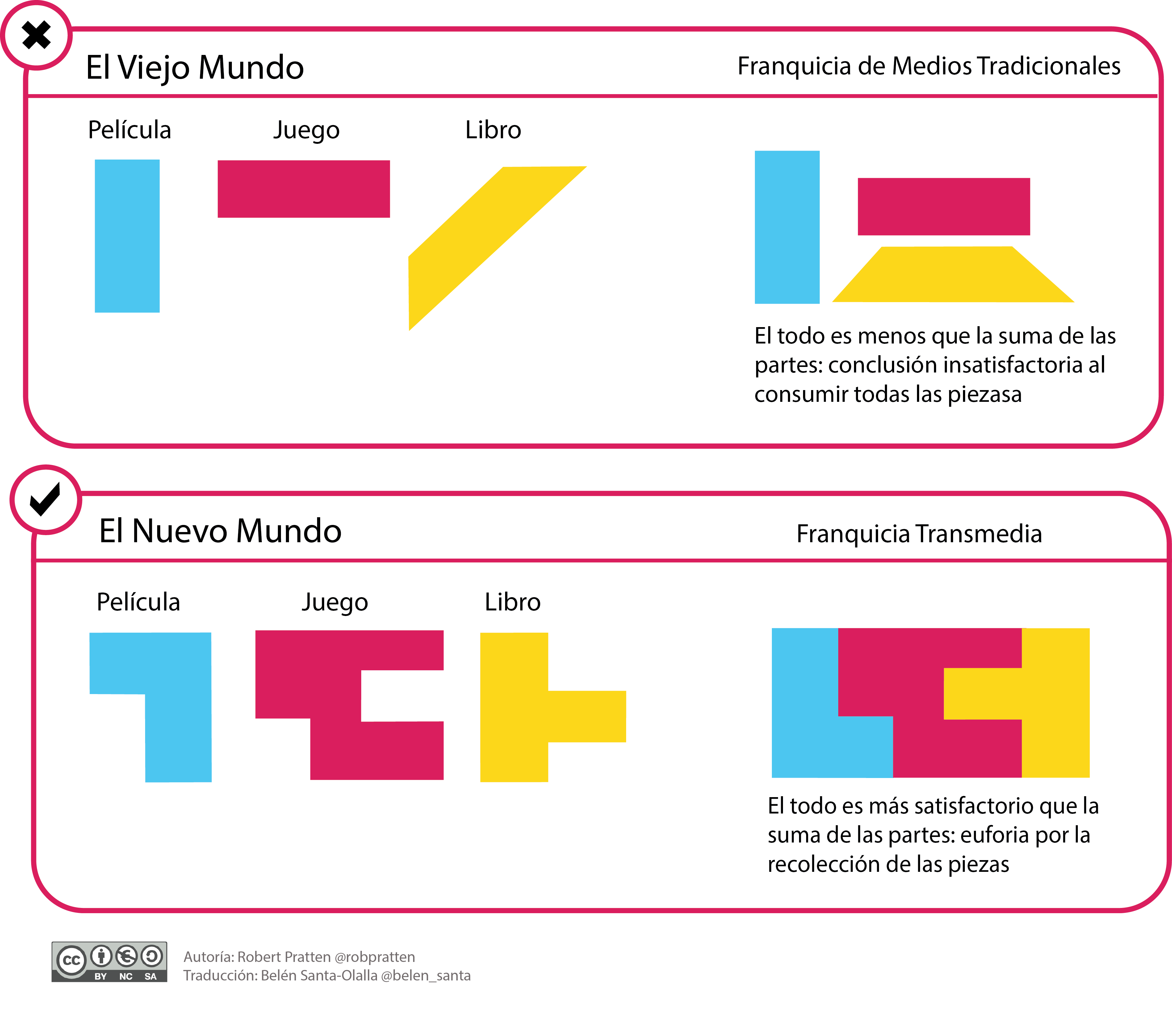
Illustration qui explique l'utilité qu'apporte la transmédialité dans la compréhension globale d'un sujet

La transmédialité est un terme issu du concept anglais « transmedia storytelling » (« narration transmédia »). La narration transmédia, telle que conçue par Henry Jenkins en 2003 est le processus de déploiement d'œuvres de fiction caractérisé par l'utilisation combinée de plusieurs médias pour développer une expérience unifiée et cohérente. Avec le développement du concept, le transmédia s’élargit vers la création d'univers narratifs, des documentaires, des produits de divertissement, des franchises à travers de multiples plateformes. Selon cette conception, chaque média employé développe un contenu différent qui est à la fois autonome. Chaque fragment peut être appréhendé de manière indépendante ou générale, et propose un point d'entrée dans l'univers transmédiatique de l’œuvre.
La narration transmédia se différencie de la narration classique par la diversité des contenus et la profondeur narrative de l’univers qu'elle engendre.
Le concept de transmedia storytelling tel que conçu par Henry Jenkins se réfère généralement aux œuvres ou récits officiels ou institutionnels – produits par les studios ou autres détenteurs des droits, mais tend à laisser de côté les productions réalisées par les fans,. Il est ainsi à distinguer de la notion de transtexte[Quoi ?] développée par Benjamin W.L. Derhy Kurtz et Mélanie Bourdaa, prenant à la fois en compte les productions officielles et les productions des fans, et concevant les activités créatives de ces derniers comme un phénomène pouvant aller jusqu’à une co-construction du récit, et non plus uniquement comme une forme élaborée de réception de la part des publics engagés.
Il existe également une approche française du transmédia, qui n'est pas reliée à Henry Jenkins, mais qui décrit une ligne plus littéraire, laquelle inclut le "Livre total" de Mallarmé, la "translation générique" théorisée par Marguerite Duras dans son Cycle indien, et le "récit variable" de Carole Lipsyc. Bien que le cadre ne soit pas littéraire mais ludique, on peut également raccrocher à cette lignée la démarche du studio Lexis numérique et d'Eric Viennot, notamment les jeux In Memoriam et Alt-Minds.

## Principe
La narration transmédia se différencie du multimédia qui décline un contenu principal sur des médias complémentaires. Le transmédia articule un univers narratif original sur différents médias. Cet univers est diffusé sur différents supports (télévision, Internet, radio, édition, art urbain, etc.) qui apportent, grâce à leur spécificité d'usage et leur capacité technologique, un regard complémentaire sur l’histoire.
Les différents contenus diffusés participent à la création d’un véritable univers.
Les différents éléments qui composent cet univers peuvent être explorés et compris indépendamment les uns des autres : il s'agit de points d'entrée multiples dans l'histoire. En s'adaptant aux nouveaux usages des médias — une audience qui se propage et circule au travers de nombreux médias —, cette nouvelle forme de narration permet de toucher différents publics : le spectateur peut par exemple découvrir l'histoire sur Internet, rester en contact avec elle au quotidien sur son mobile et la suivre hebdomadairement à la télévision. Par l'utilisation de médias interactifs et des nouvelles technologies de l'information et de la communication, cette expérience de divertissement enrichi recherche une participation plus active et un engagement plus profond de la part des publics visés.
Les médias utilisés ne sont pas tous linéaires (sur Internet, l'histoire s'installe dans le temps, tandis que la diffusion télévisée est ponctuelle). On peut même distinguer deux familles de transmédia : le transmédia West Coast (médias stables, relativement indépendants les uns des autres, logique de la franchise) et le transmédia East Coast (médias éphémères, expérimentaux et interdépendants, souvent basés sur les réseaux sociaux),.

## Origines

### Débuts
Dès l'Antiquité, les mythes étaient déclinés en arts plastiques — sculpture, peinture, arts décoratifs (mosaïques, décorations de poteries, vitraux) — et théâtre (en particulier tragédie et lyriques). Par la suite, des romans et pièces de théâtre donnent également lieu à des tableaux ou à des opéras comme Le Mariage de Figaro (Beaumarchais, 1778) et Les Noces de Figaro (Mozart et da Ponte, 1786).
Un des premiers exemples modernes est sans doute Sherlock Holmes : le héros des romans d'Arthur Conan Doyle (1887 - 1927) a d'abord été repris par d'autres auteurs (intertextualité) comme Maurice Leblanc (Sherlock Holmes arrive trop tard, 1906) ou Mark Twain (Plus fort que Sherlock Holmes, 1907).
Il est adapté au cinéma dès 1900 (Sherlock Holmes Baffled, Arthur Marvin), et certains éléments associés étroitement au personnage sont issus d'adaptation, en particulier la phrase « Élémentaire, mon cher Watson » et le deerstalker (chapeau en tweed) qui sont issus du Retour de Sherlock Holmes, Basil Dean, 1929).
En 1964, Claude Bremond évoque les travaux de Vladimir Propp sur les contes et note que

« toute espèce de message narratif, quel que soit le procédé d'expression qu'il emploie, relève de la même approche à ce même niveau. Il faut et il suffit qu'il raconte une histoire. La structure de celle-ci est indépendante des techniques qui la prennent en charge. Elle se laisse transposer de l'une à l'autre sans rien perdre de ses propriétés essentielles : le sujet d'un conte peut servir d'argument pour un ballet, celui d'un roman peut être porté à la scène ou à l'écran, on peut raconter un film à ceux qui ne l'ont pas vu. Ce sont des mots qu'on lit, ce sont des images qu'on voit, ce sont des gestes qu'on déchiffre, mais à travers eux, c'est une histoire qu'on suit ; et ce peut être la même histoire. »

— Claude Bremond, Le message narratif
En 1966, Dick Higgins, dans Statement of Intermedia, met en évidence le fait que l'intermédia est une ouverture de la pensée créatrice en dehors de toute restriction à un seul domaine de l'art.
Dès les années 1970 et 1980, les artistes pionniers de l'Art télématique  firent des expériences de narration collective, en mixant les ancêtres des réseaux actuels, et produisirent à la fois des visions et des théories critiques de ce qui allait devenir le transmédia. En 1991, Marsha Kinder, directeur du projet Labyrinth (et professeur à l'USC School of Cinematic Arts, Critical Studies) parle de « commercial transmedia superstructures » dans son livre Playing with Power in Movies, Television and Video Games pour évoquer le pouvoir de la narration transmédia dans le message commercial et sa relation avec le public. En 1999, les frères Andy et Larry Wachowski réalisent le premier épisode de The Matrix, franchise réalisée et pensée autour d'une narration transmédia : films, série animée (Animatrix), jeux vidéo (Enter the Matrix, The Matrix : Path of Neo, The Matrix Online), roman graphique (The Art of The Matrix) et comics (The Matrix Comics). La même année, Daniel Myrick et Eduardo Sanchez réalisent The Blair Witch Project dont le scénario joue sur l'ambiguïté entre fiction et réalité et repose sur des ressorts transmédia, avec notamment la création d'un site Internet http://www.blairwitch.com.

### La convergence
L’apparition de la narration transmédia résulte du phénomène de convergence médiatique, initialisée au début des années 2000. Grâce aux évolutions technologiques, de nouveaux supports médiatiques numériques apparaissent. L’apparition de ces nouveaux supports ouvre de nouvelles perspectives et modifie littéralement le rôle des consommateurs. Ils peuvent participer aux contenus qui leur sont offerts, c’est-à-dire, les commenter, les modifier et même créer du contenu. Les œuvres transmédia se basent sur cette expansion du rôle du consommateur de contenus.
J. J. Abrams fait partie des pionniers ayant mis en pratique le transmédia à grande échelle, notamment au travers de la série Lost avec le jeu en réalité alternée The Lost Experience, mis en place pendant les hiatus (inter-saisons) de Lost en 2006. Ce dispositif permettait de faire patienter la communauté des  fans de la série en livrant des éléments de réponse et des indices indépendants du scénario initial (site fictif d'Oceanic Airlines, énigmes, spots publicitaires, faux sites internet, livres, web-vidéos).

### Henry Jenkins
Henry Jenkins, professeur au MIT (Massachusetts Institute of Technology), évoqua une première fois en 2002 le terme de transmédia au cours d'un atelier chez Electronic Arts. Pendant son retour en avion, il écrit un essai intitulé Transmedia Storytelling publié dans le Technology Review en janvier 2003. Il popularisera la notion de transmédia en 2006 avec son ouvrage intitulé Convergence Culture : il y traite de la triple convergence des usages, des technologies et des contenus. Selon Jenkins, « une histoire transmédia se développe sur plusieurs supports média, chaque scénario apportant une contribution distincte et précieuse à l'ensemble du récit ». Il ajoute que « cette nouvelle forme de narration permet de passer d'une consommation individuelle et passive à un divertissement collectif et actif ».

### Le World Making
Le concept de « World making », emprunté à Henry Jenkins, met en évidence la construction d’œuvres autour non plus d’une histoire, mais d’un monde où  de multiples histoires vont pouvoir être développées. Ces histoires n’ont pas les mêmes caractéristiques selon le support : elles sont plus ou moins longues, l’intrigue développée dans les films Matrix étant plus importante et prenant plus de place que le jeu Enter the Matrix, par exemple. Les faiseurs de monde transmédia créent un univers cohérent, indépendant du nôtre et complexe qui ne peut être compris dans sa totalité qu’en passant d’un média à l’autre, même si la partie principale de l’œuvre peut être appréhendée sans avoir la connaissance des autres branches de l’œuvre.
Le précurseur de ce concept est sans doute J. R. R. Tolkien qui a développé tout un monde, les Terres du milieu, dans lequel s'inscrivent ses romans (Bilbo le hobbit, 1937, Le Seigneur des anneaux, 1954-1955. Les écrits autour de ce monde ont été compilés puis publiés après sa mort (Le Silmarillion, 1977, Contes et légendes inachevés, 1980). La multimédialité commence en 1955 avec une émission radiophonique, puis en 1978, mais il ne s'agit que de transposition de l’œuvre originale. L'utilisation du monde pour d'autres contenus commence en 1977 avec le jeu de guerre War of the Ring, suivi par des jeux vidéo (The Hobbit, 1982), jeux de rôle (Jeu de rôle des Terres du Milieu, 1984), jeux de cartes  (Le Seigneur des anneaux : les sorciers, 1995)… L'univers a été pris en main par des passionnés, qui ont étudié et proposé des enseignements des langues fictionnelles. De nombreux produits dérivés ont été lancés à l'occasion de la sortie des films de Peter Jackson : fac simile de l'Anneau unique par la Monnaie de Paris, épées…
Cette notion est devenue importante, notamment grâce à Star Wars dont le potentiel en tant que monde n’a été exploité que par la suite, mais de façon transmédia. Contrairement à Matrix, George Lucas n’avait en projet que le premier film de la franchise quand il a débuté Star Wars.
Le « World making » mis en relation avec la convergence culturelle représente les œuvres les plus complètes et les plus représentatives de ce que permet la narration transmédia aujourd’hui.
Les premiers jeux en réalité alternée (ou ARG) sont considérés comme faisant partie des réalisations transmédia à part entière (ex.: The Beast, créé autour du film A.I. Intelligence artificielle en 2001) au même titre que la franchise Star Wars ou encore les jeux de rôle tels que Donjons et Dragons, et sont un exemple d'intratextualité propre au "World making".

### Le producteur transmédia
Jeff Gomez, président et CEO de Starlight Runner Entertainment, travaille depuis plus de 10 ans avec des studios hollywoodiens tels que Walt Disney Pictures ou la 20th Century Fox  ainsi que pour des marques comme Coca-Cola, Hasbro ou Mattel et apporte son approche marketing à la notion de transmédia. En avril 2009, il  obtient auprès de la PGA : Producers Guild of America (guilde des producteurs américains) le titre de « producteur transmédia » (transmedia producer) pour les génériques des productions cinématographiques. Cependant, de nombreux créateurs et spécialistes de jeux en réalité alternée ont désapprouvé la création de ce titre, estimant que les professionnels des autres secteurs associés auraient dû être consultés et jugeant trop restrictive la définition de « producteur transmédia » en tant qu'action de production sur trois médias.

## Applications et déclinaisons

### Franchise
Les œuvres transmédia sont souvent appelées, notamment aux États-Unis, « franchises transmédia », par référence au contrat par lequel l'auteur d'une œuvre est susceptible de céder certains droits d'exploitation à des tierces parties, notamment pour la réalisation de suites, de produits dérivés ou de développements connexes au contenu principal (contrat très répandu dans l'univers du jeu vidéo ou du cinéma hollywoodien). Une œuvre transmédia doit par ailleurs structurer les différents éléments qui la composent en synergie les uns avec les autres pour constituer une franchise transmédia homogène. Cette réflexion doit être menée dès la genèse du projet pour s'assurer de la cohérence globale de l'univers créé. Avec une franchise transmédia, le tout est plus fort que le somme des parties. Robert Pratten (Zen Films, Transmedia Storyteller) propose un schéma qui illustre les atouts d'une franchise transmédia versus une franchise classique.
Aux États-Unis, selon la Guilde des réalisateurs américains, pour qu'une franchise soit considérée transmédia :
- elle doit être composée de trois lignes narratives (ou plus) existant dans le même univers fictionnel. Les plateformes admissibles étant : cinéma, télévision, court métrage, Internet, édition, bande dessinée, animation, mobile, évènementiel, DVD/Blu-ray/CD-ROM, concepts publicitaires et marketing (ancrés dans l'histoire), ou toute autre technologie existante ou à venir. Ces extensions narratives ne peuvent pas être redondantes d'une plateforme à l'autre ;

- elle doit reposer sur une histoire solide, ouverte, disposant d’un univers riche ;
- elle doit mettre en avant un média prépondérant sur les autres pour soutenir la trame narrative principale ;
- elle doit instaurer une relation honnête et durable construite avec le public autour d’un engagement réciproque.

En France, selon le Centre national du cinéma et de l'image animée (CNC), pour qu'un projet soit éligible à une aide de la commission aux projets nouveaux médias (pour le cinéma et la télévision) :
- il doit être un concept original comprenant des contenus spécifiques (linéaires ou interactifs) pour les nouveaux médias ;
- il doit être destiné à plusieurs médias, dont le cinéma et/ou la télévision, et doit proposer des développements narratifs spécifiques sur chacun des supports ;
- il doit former un univers et présenter une dimension interactive et/ou participative ;
- il doit être conçu et écrit en langue française.

Pour une aide à l'écriture pour un projet destiné à Internet/écrans mobiles, les critères d'éligibilité sont :
- le projet doit être conçu spécifiquement pour une première exploitation sur Internet et/ou les écrans mobiles ;
- le projet doit être conçu et écrit en langue française[26].

### Communauté de fans
Un des points essentiels de la narration transmédia est le public. Un public moyen ne va s’intéresser qu'à l’arc narratif principal de l’œuvre, mais si sa curiosité est attisée, il va pouvoir s’investir davantage dans la compréhension de l’œuvre pour tenter de l’appréhender dans sa globalité et se l’approprier, car les œuvres transmédia sont plus immersives et plus présentes, grâce à la multiplicité et la cohabitation des supports. Les œuvres transmédia facilitent l’interaction avec les fans et leur implication, de par leur présence sur les réseaux sociaux et les applications d’informations sur l’actualité de l’œuvre ou bien encore par leur présence à des évènements multiples, que ce soit des projections au cinéma, des séances de dédicaces de BD ou des expositions.
Dans le cas de Star Wars, de multiples conventions sont organisées à travers le monde, les fans ont créé des sites sur Star Wars, notamment en anglais et en français. De plus en France, plusieurs expositions autour de Star Wars ont été organisées et la présence de Chewbacca lors d’une convention de science-fiction est souvent très suivie. Enfin depuis 2011, des fans de par le monde célèbrent en mai le Star Wars Day.

### Marketing
Les éléments classiques de promotion des produits sont en soi des exemples de transmédialité. Par exemple, pour un jeu vidéo, on[réf. nécessaire] va parler de « péritextualité narrative » pour désigner la jaquette, les affiches, les bandes annonces narratives et les cinématiques internes ; tous ces éléments « racontent une histoire » autour du produit, ou une partie d'une histoire possible que peut générer le jeu (des éléments de l'histoire que vont vivre, ou peuvent vivre, les personnages). Dans un article consacré à la série 24 heures chrono, l'universitaire Alexis Pichard parle quant à lui de « transmedia teasing » pour définir « la stratégie marketing visant à attirer l'intérêt du public pour un objet culturel par le biais d'un autre médium en amont de sa parution ou de sa diffusion ». A l'occasion de la saison 4 de la série, la chaîne émettrice Fox a notamment lancé une minisérie dérivée intitulée 24: Conspiracy afin de réactiver l'engagement et l'intérêt du public pour 24 heures chrono. Particularité de cette minisérie, elle n'était disponible que sur certaines plateformes de téléphonie mobile.
Les professionnels du marketing et de la publicité se sont emparés du phénomène du storytelling transmédia pour imaginer de nouveaux formats publicitaires. Le principe même du transmédia étant d’engager les audiences sur le plus de médias possibles, les marques ont donc la possibilité de raconter les avantages de leurs produits et de créer un univers autour. La mise en place d’une campagne transmédia nécessite une excellente compréhension des outils à disposition. Face à cette multitude de nouveaux supports, un des défis est notamment de trouver les outils les plus adaptés au message publicitaire à faire passer. La campagne Happiness Factory imaginée par Jeff Gomez en 2010 pour Coca-Cola est une référence en la matière. L'ARG constitue la principale forme de narration transmédia utilisée par les annonceurs dans le cadre de leur campagne (exemples : 33 Keys - Mazda, The Art of The H3ist - Audi, Conspiracy for Good - Nokia).

### Serious Gaming
Les serious games peuvent aussi utiliser les dispositifs de la narration transmédia. Ici l’objet n’est pas de vendre un produit, mais plutôt d’apporter des connaissances sur un sujet important. Ces aspects informatifs et éducatifs peuvent engendrer une prise de conscience de la part des utilisateurs. La narration transmédia est très bénéfique dans le sens où elle permet une plus large diffusion du contenu dit « sérieux », mais aussi de capter plus facilement l’audience sur des sujets peut-être moins attractifs. Par exemple, la plateforme Collapsus, créée par SubmarineChannel, imagine les effets d’une crise énergétique imminente sur la vie de dix jeunes. Le rôle de l’internaute est de comprendre l’influence des décisions politiques sur l’environnement et d’essayer de freiner l’arrivée d’une crise énergétique. Le dispositif utilise deux médias : la diffusion d’un documentaire via la télévision et la participation à jeu interactif via le web.

### Limite entre fiction et réalité
Une des caractéristiques de certains dispositifs utilisant le principe de la narration transmédia est le transfert de la fiction dans la réalité. C’est par exemple le cas des ARG. Bien que présentant une multitude d’avantages (renforcement de la communauté pour les fans, marketing pour les marques), le flou généré entre réalité et fiction peut parfois tromper les participants. Dans une campagne publicitaire réalisée par Toyota, un individu a la possibilité de tromper une connaissance en envoyant ses coordonnées (adresse, numéro de téléphone etc.). Cette connaissance sera alors harcelée pendant 5 jours par un inconnu. Le pot aux roses ne lui sera révélé qu’à la fin de la semaine. Les réactions de ces « victimes » ne sont pas prévisibles et peuvent entrainer des conséquences inattendues. Dans le cas de Toyota, une femme a porté plainte. Il est nécessaire que tous les participants aux ARG soient au courant, volontaires et surtout conscients de la situation dans laquelle ils s’engagent.

## Métiers
Le concept de narration transmédia est lié à la culture participative au sens large et par conséquent il mobilise des métiers bien au-delà du secteur du divertissement.
Il existe un nombre important et croissant de métiers liés à la création transmédia. Il faut noter que ces métiers ne sont pas nécessairement du domaine du divertissement et que le concept est praticable dans tous les secteurs professionnels en sus des actions culturelles et de loisirs. Une campagne de communication simple peut utiliser le concept avec des moyens restreints et être efficace. Nous voyons le concept déformé par des pratiques professionnelles et culturelles liées au marketing et à l'industrie de médias, mais son sens intrinsèque reste le même et concerne la trans-disciplinarité et non la seule production de contenus sur plusieurs plateformes.
Avec les nouveaux médias se pose la question de l'évolution de la chaîne de valeur du contenu. Une approche évoquée est celle consistant à « repenser le contenu comme un service » offrant de l'interactivité, une ubiquité d'accès, de la personnalisation et des liens avec les réseaux sociaux. La création d'une œuvre transmédia nécessite par conséquent la mobilisation de compétences multiples et pluridisciplinaires (contenus, technologies, usages) dès la genèse du projet et tout au long de sa construction. La chaîne de fabrication n'est plus séquentielle et nécessite un véritable travail d'équipe piloté par un « chef d'orchestre transmédia » (story architect pour Lance Weiler ou transmedia producer pour Jeff Gomez), qui s'assure de la cohérence globale de la franchise et centralise les échanges entre les différents acteurs du projet. Le transmédia fait également émerger de nouveaux métiers:
- réalisateur transmédia (transmedia producer[32]) : chef d'orchestre d'une œuvre transmédia ;
- architecte d'histoire (story architect) : chef d'orchestre d'une œuvre transmédia ;
- auteur et co-auteur, auteur principal (lead author) : assure la cohérence entre l’univers narratif originel et ses développements transmédia ;
- designer d'expérience (experience designer) : garant de la qualité de l'expérience offerte au public ;
- animateur de communauté (community manager) : dépositaire des relations avec les communautés ;
- planificateur : développe l'architecture des médias ;
- coordinateur, médiateur (référence à la médiation culturelle et numérique) ;
- chef de projet transmédia (référence aux métiers de la production et distribution de contenus) ;

Les métiers de réalisateur et de producteur s'adaptent en recherchant de nouveaux modèles commerciaux (jeux sociaux, édition, financement participatif, brand content, publidivertissement, partenariats, licensing et produits dérivés, préfinancement, etc.).

## Exemples

### Les œuvres transmédia
La liste des exemples est organisée suivant le média où l’intrigue prépondérante de l’œuvre est développée et les autres supports où l’on peut retrouver l’œuvre sont indiqués entre parenthèses, de manière non exhaustive.
- Cinéma
  - Star Wars (depuis 1977) : séries animées, séries télévisées, jeux vidéos, romans, BD, RPG, franchise Lego, fanfictions.
  - Matrix (1999-2003) : courts-métrages, jeux vidéo, BD.
  - Le projet Blair Witch (1999) : film, site web, mockumentaire.
  - Tron : L'Héritage[33] (2010-2011) : série animée, jeux vidéo, jeu de société.
  - Prometheus[34] (2012) : campagne marketing.
  - Pink Floyd The Wall (1982) : album, spectacles

- Séries
  - Lost (2004-2010) : ARG, site web.
  - Plus belle la vie (depuis 2004) : ARG.
  - Dexter (2006-2013)
  - Fais pas ci, fais pas ça (depuis 2007) : web-série.
  - True Blood[35] (2008-2014) : boisson True Blood, campagne marketing.
  - Hero Corp (depuis 2008) : web-série, BD, application.
  - Clem[36] (depuis 2010) : blog.
  - Real Humans : 100 % humain (2013)
  - 3x3[37] (2013)
  - Le Visiteur du futur (2009-2014) : BD, livre numérique, film.
  - Noob (depuis 2008) : Livres, BD, Films, jeux vidéo

- Jeux en réalité alternée
  - The Beast (A.I. Intelligence artificielle) (2001)
  - In Memoriam (2003)
  -  I love Bees (Halo 2) (2004)
  -  The Art of the Heist (2005)
  -  The Truth About Marika (2007)
  - Why So Serious?[38] (The Dark Knight) (2008)
  - Conspiracy for Good[39] (2010)
  - Faits divers paranormaux (2010)
  - Detective Avenue[40] (2011)
  - Alt-Minds[41] (2012)

- Documentaires
  - Prison Valley[42] (2010)
  - C'est votre histoire (2010)
  - Collapsus (2010)
  - Changer le Monde (2010)
  - Paroles de conflits[43] (2011)
  - Lazarus Mirages (2012)
  - Climat sous tension (2015)

- Arts visuels et numériques
  - Mariejetaime[44] (2011)
  - CVStreet[45] (2012)
  - Ela & Dimitri In Transmedia Love[46] (2012)

- Jeux vidéo
  - Assassin Creed (depuis 2007): BD, romans, film.
  - Dofus (univers du krosmoz, depuis 2004) : BD, manfra, comics, magazine[47], série télévisée, jeux vidéo, jeu de plateau, jeu de cartes, jeu de figurine, film.
  - Defiance[48] (2013) : série.
  - Halo (depuis 2001) : comics, romans, animations, courts-métrages, série télévisée
  - Lapins crétins : série animée, animation au Futuroscope, BD.
  - The Legend of Zelda (depuis 1986) : mangas, dessin animé, produits dérivés.
  - Watch Dogs (depuis 2013) : romans, film prévu.

- Bandes Dessinées
  - The Walking Dead[49] (depuis 2003) : série, jeux vidéos.
  - Yumington : romans numériques et papier, musique, twitter fictions collaboratives, web série, informations sur l'univers en temps réel.
  - Astérix : dessins animés, Parc d’attraction, jeux vidéos, films, produits dérivés.

- Romans
  - Dune : films, jeu vidéo.
  - La Horde du Contrevent (depuis 2004) : BD, jeux vidéo et série d'animation prévue.
  - Millénium : Les Hommes qui n'aimaient pas les femmes (The Girl with the Dragon Tattoo)[50] (2005) : application mobile, ARG, films, BD.
  - Harry Potter (1997 - 2007) : films, pièce de théâtre, jeux vidéos, parc d'attractions à Londres, franchise Lego, fanfictions, produits dérivés.

- Comics
  - Batman : séries télévisées, films, séries télévisées d'animations, franchise Lego
- Univers fictionnels transmédias
  - InCarnatis est un univers de divertissement transmédia et plus précisément univers intégré multi médias, qui existe et se développe depuis 2015. Mais c'est depuis bien plus longtemps que son créateur le développe et travaille dessus.

### Études de cas

#### Matrix
Matrix est un archétype d’œuvre transmédia comme l’explique David Peyron. En effet, l’œuvre a été pensée dès le départ non pas comme un film, mais une véritable création transmédia. Ainsi, alors que les acteurs et réalisateurs tournaient les films de la saga cinématographique, ils jouaient et réalisaient en même temps le jeu vidéo. De plus, les références intra-textuelles témoignent d’un univers complexe, réfléchi comme un tout cohérent. Par exemple, David Peyron souligne cette intra-textualité par l’exemple du personnage principal du film animé Le Dernier Vol de l’Osiris qui meurt en laissant un message à destination des défenseurs de la dernière cité libre, lettre à laquelle il est fait référence au début du jeu vidéo Enter the Matrix où le joueur va récupérer ce message, que l’on retrouve aussi dans le second film Matrix, puisque le contenu du message est à l’origine d’une grande partie de l’intrigue. « Cet exemple n’est pas le seul et il est représentatif de la construction multimédiatique de l’univers Matrix. » Enfin, les influences de Matrix, celles que revendiquent ses autrices, les Wachowski, sont de multiples supports, des jeux vidéo à l’animation japonaise en passant par les comics américains ou la littérature de science-fiction dite « cyber-punk ». Le foisonnement référentiel met en évidence l’intertextualité de l’œuvre.

#### Lost
Lost est un bon exemple d’œuvre pensée transmédia. La trame principale est la série, qui s’étale sur six saisons, de 2004 à 2010. Il s'agit d'une série à gros budget bénéficiant d’une bonne audience outre-Atlantique, mais aussi d’une communauté de fans aguerris et très concernés par les mystères de l’île, au point d’avoir vu naître des encyclopédies telles que Lostpédia. Aussi, les créateurs et producteurs ont voulu faire patienter les spectateurs entre deux saisons avec The Lost Experience, un ARG, donnant quelques indices sur la suite et résolvant des énigmes secondaires. En plus de ce dispositif, pour améliorer l’immersion des joueurs, le site de la société de l’avion s’étant écrasé dans le premier épisode a été créé, permettant de retrouver certaines informations et de semer de nouveaux indices. Enfin, la série de J. J. Abrams est complétée par aussi des énigmes, spots publicitaires, faux sites internet, livres, web-vidéos.

#### Noob
Noob, en tant que précurseur français dans le milieu des web-séries en termes de transmédia, est un exemple parlant en constante évolution. L'intrigue principale est déclinée sous forme de huit saisons au format audiovisuel depuis 2008. Elle forme le socle de l'intrigue à la fois sur Internet et à la télévision sur Nolife. En 2009, un premier arc scénaristique inédit vient compléter le récit en romans aux Éditions Octobre. Chaque roman apporte une aventure inédite et complémentaire faisant le lien entre chaque saison. De ce fait, les spectateurs de la web-série peuvent aller plus loin dans l'univers à l'aide de ce nouveau média, lequel offre une approche nouvelle de l'univers puisque contrairement à l'audiovisuel, l'écriture ne connait aucune contrainte logistique. Ainsi, le background a pu être développé. En 2010, c'est au tour d'une bande dessinée Noob de voir le jour aux éditions Soleil. Cette fois, c'est au tour des ellipses de la web-série d'être complétées au fil de nouvelles aventures inédites, indépendantes et complémentaires avec une approche encore différente. Le dessin permet une immersion dans l'esprit jeu vidéo avec des décors, des créatures et des codes graphiques hors de portée du support vidéo. En 2012, de premiers jeux vidéo casuals Noob sortent, ainsi qu'une application et un portail Internet, tous ayant pour but d'apporter de l'interactivité à la licence. Ainsi, il devient possible pour les spectateurs, de progresser au classement comme dans l'univers de Noob, en jouant aux jeux vidéo avec les héros de la licence. Grâce à un système de QR codes, les fans peuvent flasher les acteurs qu'ils croisent en festival et débloquer des haut faits sur le portail Internet de la série. À la suite de son record d'Europe de crowdfunding, Noob a lancé la production de trois longs métrages destinés eux aussi à apporter une vision encore différente et évolutive de l'univers à travers un nouveau format de média.

#### Hero Corp
Hero Corp est un exemple français d’œuvre transmédia dont l’arc principal se développe en série depuis déjà quatre saisons, avec une nouvelle en production. Hero Corp est devenue transmédia après la saison deux quand Simon Astier a développé les prémices de la fondation de l’agence de super-héros Hero Corp sur format papier, à travers une première BD. Le support papier lui a permis de ne plus avoir de contraintes budgétaires pour les décors et scènes d’action, tout en détaillant le background de ses personnages plus en profondeurs qu’il ne le serait possible dans la série où un rythme doit être maintenu. Puis, après la commande d’une troisième saison faite par France 4, Hero Corp va se doter d’une application (où sont disponibles des comptes-rendus de missions et des énigmes) pour tablettes et Smartphones en plus d’une mini web-série développant de façon parallèle à la saison trois l’intrigue de trois personnages écartés du groupe. La mise en place de ce dispositif fait partie de la stratégie de France 4 au sein du Studio 4.0.

#### Why so Serious?
Why so serious ?, est un ARG, à visée marketing, élaboré autour de la sortie en salle du film The Dark Knight : Le Chevalier noir en 2008. Lancé en mai 2007 par 42 Entertainment, le jeu a réuni 10 millions de fans dans 75 pays. Le support principal du jeu est Internet où de nombreux sites ont été créés, dans l’optique de faire de Gotham City (ville où se déroulent les aventures de Batman) une ville réelle. Les fans endossent le rôle des citoyens de Gotham City qui, souhaitant lutter contre la terreur instauré par le Joker, se posent en fervents défenseurs de Harvey Dent, candidat au poste de procureur. Cet ARG se distingue par la multitude des points d’entrée du jeu (supports audio, vidéo, jeu, mobile, etc.) mis en place. La force du jeu réside également dans les nombreuses actions réelles, brouillant la limite entre fiction et réalité. Par exemple, les fans ont été appelés à manifester pour l’élection de Harvey Dent dans les rues des villes. Environ 800 000 personnes ont participé à ces jeux réels. Cet ARG a grandement contribué au succès du film au box-office.

#### Prometheus
Sorti en 2012, le film Prometheus a bénéficié d'une campagne transmédia très étudiée. Élaborée par Century Fox, Ridley Scott (Blade Runner, Alien I, Gladiator) Damon Lindelof (Lost), elle offre aux fans de science-fiction et particulièrement aux fans de la tétralogie Alien une expérience nouvelle, visant à prolonger l’expérience du spectateur au-delà des frontières du film. La campagne transmédia s'est étalée sur toute l'année précédant la sortie du film. Elle utilisa différents supports de diffusion tels que les réseaux sociaux pour faire vivre la communauté en l'impliquant et en diffusant des informations ; des plateformes de partage de contenu pour diffuser les vidéos officielles ; la mise en ligne d'un vrai faux site de Weyland Industries (compagnie à l'origine de l’expédition Promotheus) permettant de se projeter dans l'univers du film et de postuler à l'embarquement en passant des tests cognitifs. De plus, l'originalité de cette campagne réside dans la production de vidéos inédites ne figurant pas dans le film, mais révélant des informations importantes sur les personnages et les circonstances de l’expédition, à l'exemple de la vraie fausse conférence TED animée par le fondateur de Weyland Industries ou encore une publicité vantant les performances du nouvel Androïd David 8.

## Évolutions: la notion de transtextes

### Inclusion des productions de fans dans le phénomène transmédia
Le terme « transtext », qui apparait pour la première fois en 2014, est notamment développé dans un ouvrage collectif dirigé par Benjamin W.L. Derhy Kurtz et Mélanie Bourdaa. Le terme transtexte (traduit de l'anglais transtext, repris dans le titre de l'ouvrage) reflète une conception des publics engagés, ou fans, comme des co-contributeurs cruciaux des franchises transmédia / de transtextes. Cette notion traduit la volonté de repenser la narration transmédia en réinsérant le pouvoir des fans à l’intérieur au sein du concept, et pourrait être résumée comme l’abréviation littérale de « transmedia storytelling and fan-produced texts » ; en français : « narration transmedia et textes produits par des fans ».
Le terme « transtexte » permet ainsi de désigner les deux types de « textes », ou contenus narratifs. D’une part, les œuvres transmédiatiques industrielles, ou « officielles », produites par des auteurs ou des entités supposées faire autorité, et d’autre part, les œuvres transmédiatiques  (ou multiplateformes) créées par, et pour, les fans visés par le transmedia storytelling. Ces récits fabriqués par des fans sont ainsi principalement destinés aux autres membres de ces communautés de fans de par le monde, notamment grâce à internet. Ces créations sont alors conçus par Derhy Kurtz et Bourdaa comme un phénomène pouvant aller jusqu’à la co-construction du récit, et non plus uniquement comme une forme élaborée de réception de la part des fans.
Selon certains chercheurs,, de telles extensions narratives crées par les fans pourraient, voire devraient, être considérés comme des narrations transmédiatiques au même titre que les transtextes industriels, de telles créations ayant précisément pour but de développer l’univers fictionnel en question, et participent donc à la narration. De plus, comme le fait valoir Hélène Laurichesse à travers une perspective industrielle, l’identité des marques basées sur une « histoire » (telles que des séries télévisées, franchises de films, livres, jeux vidéo, etc.) et déclinées sur différents supports se fonde justement sur cette double nature des transtextes (produits de manière industrielle ainsi que par des fans), plutôt que sur l’aspect officiel ou industriel qui caractérise ou caractérisait le transmedia storytelling tel que conçu par Henry Jenkins et d'autres.

### Pertinence d'un nouveau terme
Un dilemme peut se poser au sujet de la manière de catégoriser et d’approcher les notions de transmédia et de transtexte. Étant donné que le concept de transmedia storytelling, tel qu’il est généralement compris par Henry Jenkins et ses disciples, est surtout positionné du côté des pratiques de création institutionnelles, ayant ainsi tendance à laisser de côté les transtextes produits par les fans, garder la même expression tout en élargissant son champ d’application n’aurait pas été suffisant, à cause de la connotation industrielle inhérente au concept de transmedia storytelling. Pour que d’autres chercheurs puissent porter et utiliser une acception différente de ce concept, et se distinguer de la connotation prépondérante du terme transmédia, certains d'entre eux, à l'initiative de Benjamin Derhy Kurtz et Mélanie Bourdaa, et des contributeurs de l’ouvrage développant la notion de « transtexte », mirent en avant la nécessité d’un terme nouveau englobant les deux notions. Certaines critiques des théories transmédiatiques (que l’on pourrait aussi appeler transtextuelles) demandant des catégories plus spécifiques au niveau des pratiques a été également abordé par plusieurs chercheurs comme Aaron Delwiche, qui fournit une typologie de ces « narratifs » multiplateformes. Il propose ainsi d’en différencier quatre types en fonction de certaines de leurs spécificités : les « doux », où peu de liens narratifs existent entre les extensions ; les « durs » caractérisés par de multiples connexions entre les plateformes ; les « décoratifs », qui supposent uniquement que les « transtextes secondaires » serviront d’une manière ou d’une autre les intérêts des « primaires » ; et, enfin, le cas spécifique des « jeux en réalité alternée », au sein desquels il n’existe, selon l’auteur, pas de distinctions entre transtextes primaires et secondaires,.
Rien des notions précédentes n’est non plus perdu par une terminologie fondée sur la notion de « transtexte », qui développe le spectre d’analyse pour y inclure les publics engagés et leurs productions. Cette approche permet d’encourager des recherches d’une plus grande précision à travers une analyse approfondie, en utilisant notamment comme grille d’analyse des catégories telles que celles proposées par Aaron Delwiche, mieux à même de s’appliquer au phénomène. Cette notion plus large de « transtextes » est également de plus en plus reprise par d’autres chercheuses comme Susana Tosca et Lisbeth Klastrup ou bien Tara Lomax, qui préfère parler de « transtextual authorship » plutôt que de « transmedia », alors même qu’elle ne discute pas des fans dans sa publication, ce qui montrant l’adoption plus large du concept en soi, au lieu d'un usage se concentrant uniquement sur les productions des fans. Luis Navarrete-Cardero adopte lui aussi une « logique transtextuelle » vis-à-vis des jeux vidéo plutôt que de parler de transmédia, malgré le titre du livre dans lequel il s’inscrit (à l’instar de Tara Lomax). Cela indique la perception par d’autres auteurs de l’utilité d’une telle évolution du concept, de transmedia storytelling vers transtexte, ou du moins d’une notion alternative similaire. Enfin, alors que l’on pouvait parler de « transmedia storytelling », de transmédia, de textes transmédias, ou bien transmédiatiques, le terme « transtexte » a aussi l’avantage de permettre une certaine simplification lexicale.

### Transtexte versus Transtextualité
La notion de Sciences de l’Information et de la Communication (en études de productions et de réception) de transtextes développée par Benjamin W.L. Derhy Kurtz et Mélanie Bourdaa ne doit pas être confondue avec le concept littéraire de transtextualité de Gérard Genette.
En effet, des cinq sortes de « transtextualité » mis en avant par Gérard Genette – l’intertextualité, la paratextualité, la métatextualité, l’architextualité et l’hypertextualité, il n’y a qu’avec la dernière, qui aborde le lien entre deux textes : hypotexte et hypertexe, qu’il pourrait être possible d’établir une forme de rapprochement. Toutefois, la notion de transtexte, bien qu’elle étudie également les liens entre les différentes extensions de tels narratifs (à travers, notamment, l’intervention d’Aaron Delwiche), s’intéresse à des éléments allant bien au-delà de cet aspect, et prend en compte de manière holistique et pluridisciplinaire une multitude d’aspects, tels que les textes eux-mêmes, le fonctionnement, les acteurs et les créateurs de ces différentes productions, et enfin la réception de celles-ci,.

### Personnalités et acteurs majeurs
- Henry Jenkins
- Anita Ondine Smith
- Jeff Balek
- Lance Weiler
- Robert Pratten
- Karine Halpern
- Damien Javelle
- Jeff Gomez
- Stephen Dinehart
- Julien Cuny
- Christy Dena
- Eric Viennot
- Stéphane Natkin
- Tim Kring
- Guillermo Del Toro
- Patric Jean
- J. J. Abrams
- Dan Hon
- Christopher Sandberg
- Ghislaine Azémard
- Wilfrid Estève
- Marc Eisenchteter
- Andrea Phillips
- Anthony Roux (univers du Krosmoz)